# (200242) 1999 VB114
(200242) 1999 VB114 es un asteroide perteneciente al cinturón de asteroides, descubierto el 9 de noviembre de 1999 por el equipo del Catalina Sky Survey desde el Catalina Sky Survey, Arizona, Estados Unidos.

## Designación y nombre
Designado provisionalmente como 1999 VB114.

## Características orbitales
1999 VB114 está situado a una distancia media del Sol de 2,675 ua, pudiendo alejarse hasta 3,266 ua y acercarse hasta 2,083 ua. Su excentricidad es 0,221 y la inclinación orbital 12,02 grados. Emplea 1598,06 días en completar una órbita alrededor del Sol.
El próximo acercamiento a la órbita terrestre se producirá el 3 de febrero de 2179.

## Características físicas
La magnitud absoluta de 1999 VB114 es 15,7.